# Lucien Steinberg
Pour les articles homonymes, voir Steinberg.
Lucien Steinberg, né le 19 avril 1926 à Bucarest en Roumanie et mort le 3 mars 2008 à Paris 10e,, est un journaliste et historien français.

## Biographie
Il naît en 1926 à Bucarest, en Roumanie, dans une famille juive. En 1943, il part avec sa famille en Palestine mandataire. En 1948, il vient à Paris pour ses études et y rencontre Hélène, qu'il épouse. Ils ont trois enfants.
Lucien Steinberg adhère au Parti communiste français. Journaliste, il interviewe notamment Helmut Knochen et René Bousquet pour le magazine Historia en 1972. Pendant plus de dix ans, il dirige La Presse nouvelle.
Il est un des premiers historiens à travailler sur la Résistance juive en France et ailleurs, pendant la Seconde Guerre mondiale, étudiant les archives militaires nazies et celles de la Gestapo, les documents du Centre de documentation juive contemporaine (CDJC).
Lucien Steinberg est de 1999 à sa mort en 2008, président de l'Union des juifs pour la résistance et l'entraide (UJRE). Il est membre du bureau de l'association Mémoire des résistants juifs de la MOI (MRJ-MOI) et du conseil d'administration du Secours populaire français.
Décédé à 81 ans, il est enterré à Paris, au cimetière du Montparnasse (5e division).

## Publications
- Les Autorités allemandes en France occupée : Inventaire commenté de la collection de documents conservés au C.D.J.C. Centre de documentation juive contemporaine, provenant des archives de l'ambassade d'Allemagne, de l'administration militaire allemande et de la Gestapo en France, 1966
- La révolte des Justes : les Juifs contre Hitler 1933-1945, Èditions Fayard, 1970
- Le Comité de défense des juifs en Belgique, 1942-1944, Éditions de l'Université de Bruxelles, 1973
- (en) Not As a Lamb. The Jews Against Hitler, Saxon House, Angleterre, 1974,  (ISBN 0-347-00003-7),  (ISBN 978-0-347-00003-1)
- Traque des juifs 1942-44, Éditions Vie ouvrière,  (ISBN 978-2-87003-210-7)
- (en) Jews Against Hitler, éditions Gordon & Cremonesi, 1978,  (ISBN 978-0-86033-061-5)
- Vie et mort des juifs sous l'Occupation : récits et témoignages (coécrit avec la journaliste Myriam Foss), Éditions Plon, 1995,  (ISBN 2-259-00079-7) (ligne en ligne, sur gallica.bnf.fr)
- Les Allemands en France - 1940-1944, Éditions Albin Michel, 1992,  (ISBN 2-226-01006-8) (ligne en ligne, sur gallica.bnf.fr)
- Chroniques d'un juif laïque, préface de Julien Lauprêtre, Paris, Éditions les Balustres, cop. 2010,  (ISBN 978-2-9534-8100-6)[4].